# 런던 레코드
런던 레코드(London Records)는 반독립하기 전인 1947년에서 1979년까지 미국, 캐나다, 남미에서 음반을 매상한 영국의 음반사다.
런던 레코드는 데카 레코드의 영국 지부와 미국 지부가 분리되면서 설립되었다. 미국 지부는 "데카"라는 사명을 사용할 수 없을 때까지 영국의 데카 레코드를 미국에 수입하고 있었다. 음반사는 당대 최고의 기술로써 조지 숄티, 조앤 서덜랜드, 루치아노 파바로티 등속 아티스트의 클래식 음반을 취입했다.
런던 명칭은 영국의 데카 측에서도 미국 레이블의 음반을 라이센스 허락을 받고 수입해 올 때 사용되었다. 임페리얼, 체스, 도트, 애틀랜틱, 스페셜티, 선에서 허가를 받았으며 임페리얼과 체스 음반은 모타운을 통해 영국에 배급했다. 1960년대에는 빅 톰, 모튜먼트, 패럿, 필리스, 하이와 라이센스 계약을 맺었고 런던 애틀랜틱, 런던 도트, 런던 모튜먼트 같은 자회사도 탄생했다.

## 아티스트

### 1990년 이전
- 에르네스트 앙세르메
- 바나나라마
- 브론스키 비트
- 케이트 세브라노
- 메리앤 페이스풀
- 파인 영 캐니벌스
- 제네시스 (밴드)
- 킹크스
- 가이 롬바도
- 베라 린
- 만토바니
- 존 메이올 & 더 블루스브레이커스
- 무디 블루스
- 롤링 스톤스
- 솔트 앤 페파
- 스파크스 (밴드)
- ZZ 탑

### 1990년대/2000년대
- A (밴드)
- 에이스 오브 베이스
- 아먼드 밴 헬든
- 올 세인츠 (음악 그룹)
- 첨바왐바
- 셰인 필런
- 대니 미노그
- 뉴 오더
- 지미 서머빌
- 슈가베이비스
  - 시오반 도나히
- 홀리 밸런스
- 비그필드
- 주케로 포나치아리

### 2010년대
- 올 세인츠 (음악 그룹)
- 아를리사